# LOLITA
LOLITA é um sistema de processador de linguagem natural desenvolvido pela Durham University entre 1986 e 2000. O nome é um acrônimo para "Large-scale, Object-based, Linguistic Interactor, Translator and Analyzer".
LOLITA foi desenvolvido por Roberto Garigliano e colegas entre 1986 e 2000. Foi desenhado como uma ferramenta de propósito geral para processamento de texto irrestrito que poderia ser a base de uma ampla variedade de aplicações. Em seu núcleo estava uma rede semântica contendo alguns dos 90,000 conceitos interligados. Texto poderia ser parsed e analisado então incorporado para a rede semântica, onde isso poderia ser fundamentado sobre (Long e Garigliano, 1993). Fragmentos da rede semântica poderiam também ser renderizados de volta para inglês ou espanhol.
Várias aplicações foram construídas usando o sistema, incluindo analisadores de informação financial e ferramentas de extração de informação para "Message Understanding Conference" (MUC-6 e MUC-7). O tardio envolveu processamento de artigos originais do Wall Street Journal, para performar tarefas tais como identificar mudanças chave de trabalho em negócios e sumarizar artigos. LOLITA foi um de um pequeno número de sistemas mundialmente a competir em todas seções das tarefas. Uma descrição do sistema e uma análise dos resultados do MUC-6 foram escritos por Callaghan (Callaghan, 1998).
LOLITA foi um exemplo inicial de uma aplicação substancial escrita em uma linguagem funcional: isso consistia de cerca de 50,000 linhas de Haskell, com cerca de 6000 linhas de C. É também uma complexa e exigente aplicação, em qual muitos aspectos de Haskell foram inestimáveis em desenvolvimento.
LOLITA foi desenhado para lidar com texto irrestrito, então aquela ambiguidade em vários níveis foi inevitável e significante. Laziness foi essencial em lidar com a explosão de ambiguidade sintática resultada de uma grande gramática, e isso foi muito usado com ambiguidade semântica também. O sistema usou múltiplas "linguagens embarcadas em domínio específico" para processamento programático e semântico e para geração de texto de linguagem natural da rede semântica. Também importante foi a habilidade para trabalhar com abstrações complexas e para prototificar novas análises de algoritmos rapidamente.
Sistemas tardios baseados no mesmo design incluem Concepts e SenseGraph.